# Roman Murawski
Roman Murawski (ur. 15 lipca 1949 w Poznaniu) – polski naukowiec: matematyk, logik, filozof i teolog. Zajmuje się logiką matematyczną i podstawami matematyki oraz filozofią i historią matematyki.
Pracuje w Zakładzie Logiki Matematycznej UAM (w latach 1996-2019 był jego kierownikiem) i nauczyciel akademicki. Prowadzi zajęcia z logiki i podstaw matematyki, a także filozofii i historii matematyki.

## Kariera naukowa
W latach 1967–1972 studiował matematykę na Uniwersytecie im. Adama Mickiewicza w Poznaniu. W roku 1979 obronił rozprawę doktorską na Wydziale Matematyki, Informatyki i Mechaniki Uniwersytetu Warszawskiego. Wydział Matematyki i Fizyki UAM nadał mu stopień naukowy doktora habilitowanego nauk matematycznych w 1992, na podstawie dorobku naukowego i rozprawy pt. Konstrukcje rozszerzeń modeli niestandardowych arytmetyki. W 2001 otrzymał tytuł naukowy profesora nauk humanistycznych.
Studiował teologię na Papieskim Wydziale Teologicznym w Poznaniu w latach 1975-1979 i uzyskał tytuł magistra teologii w zakresie teologii dogmatycznej. Następnie odbył w latach 1982-1985 studia podyplomowe i uzyskał licencjat kanoniczny (tytuł licentiatus in sacra theologia).
Był zaproszonym wykładowcą i prowadził badania naukowe na uniwersytetach w Heidelbergu i Erlangen-Nürnberg w ramach stypendium Fundacji im. Aleksandra von Humboldta oraz w Hanowerze, Oxfordzie, Brukseli i Amsterdamie. W latach 2003–2007 był członkiem Komitetu Historii Nauki i Techniki PAN. W latach 2006–2009 pełnił funkcję prezesa Polskiego Towarzystwa Logiki i Filozofii Nauki. W okresie 2005–2012 był prodziekanem Wydziału Matematyki i Informatyki UAM. Członek Komitetu Nauk Filozoficznych PAN w latach 2020-2027.
Był laureatem subsydium profesorskiego Fundacji na rzecz Nauki Polskiej, nagród Ministra Nauki i Szkolnictwa Wyższego, Nagrody im. Samuela Dicksteina przyznanej przez Polskie Towarzystwo Matematyczne oraz Nagrody Naukowej Miasta Poznania. Odznaczono go Medalem Komisji Edukacji Narodowej oraz Krzyżem Kawalerskim Orderu Odrodzenia Polski (2016). Wybrany w poczet członków Academia Europaea (Londyn). W czerwcu 2022 został członkiem korespondentem Polskiej Akademii Umiejętności. 

## Książki
W dorobku publikacyjnym R. Murawskiego znajdują się m.in.:
- Filozofia matematyki. Antologia tekstów klasycznych, Wydawnictwo Naukowe UAM, Poznań 1986, ss. 324; drugie wydanie 1994; wydanie trzecie 2003.
- Rozwój symboliki logicznej, Wydawnictwo Naukowe UAM, Poznań 1988, ss. 40.
- Funkcje rekurencyjne i elementy metamatematyki. Problemy zupełności, rozstrzygalności, twierdzenia Gödla, Wydawnictwo Naukowe UAM, Poznań 1990, ss. 186; wyd. drugie 1991; wyd. trzecie 2000, wyd. czwarte 2010.
- Filozofia matematyki. Zarys dziejów, Wydawnictwo Naukowe PWN, Warszawa 1995, ss. 239; wyd. drugie 2001; wyd. trzecie: Wydawnictwo Naukowe UAM, Poznań 2007, wyd. czwarte 2012, wyd. piąte 2013.
- Mechanization of Reasoning in a Historical Perpective, Editions Rodopi, Amsterdam/Atlanta, GA, 1995, ss. 267 (współautor W.Marciszewski).
- Euphony and Logos, Editions Rodopi, Amsterdam/Atlanta, GA, 1997, ss. X+534 (współredaktor J.Pogonowski).
- Recursive Functions and Metamathematics. Problems of Completness and Decidability, Gödel's Theorems, Kluwer Academic Publishers, Dordrecht/Boston/London 1999, ss. 404.
- Zählen. Grundlage der elementaren Arithmetik, Verlag Franzbecker, Hildesheim/Berlin 2001, ss. 291 (współautor: Th Bedürftig).
- Współczesna filozofia matematyki, Wydawnictwo Naukowe PWN, Warszawa 2002, ss 387.
- Wstęp do teorii mnogości, Wydawnictwo Naukowe UAM, Poznań 2005, ss 200; wyd. drugie 2006 (współautor K. Świrydowicz).
- Podstawy logiki i teorii mnogości, Wydawnictwo Naukowe UAM, Poznań 2006, ss 163; wydanie drugie 2016 (współautor K. Świrydowicz).
- Essays in the Philosophy and History of Logic and Mathematics, Editions Rodopi, Amsterdam-New York 2010, ss. 343.
- Philosophie der Mathematik, Walter de Gruyter, Berlin/New York 2010, ss. 322; wydanie drugie rozszerzone: Walter de Gruyter, Berlin/Boston, ss. 396; wydanie trzecie rozszerzone i przerobione: Walter de Gruyter, Berlin/Boston 2015, ss. 484; wydanie czwarte rozszerzone i przerobione: Walter de Gruyter, Berlin/Boston 2019, ss. 538  (współautor Th. Bedürftig); wydanie piąte rozszerzone i przerobione: Walter de Gruyter, Berlin/Boston 2024, ss. 554 (współautorzy: Th. Bedürftig, K. Kuhlemann).
- Logos and Máthēma. Studies in the Philosophy of Mathematics and History of Logic, Peter Lang Internationaler Verlag der Wissenschaften, Frankfurt am Main 2011, ss. 337.
- Filozofia matematyki i logiki w Polsce międzywojennej, Monografie Fundacji na rzecz Nauki Polskiej, Wydawnictwo Naukowe Uniwersytetu Mikołaja Kopernika, Toruń 2011, ss. 253.
- Filozofia informatyki. Antologia, Wydawnictwo Naukowe Uniwersytetu im. Adama Mickiewicza, Poznań 2014, ss. 200.
- The Philosophy of Mathematics and Logic in the 1920s and 1930s  in Poland, Birkhäuser Verlag, Basel 2014, ss. XI + 228.
- Filozofia matematyki i informatyki, Copernicus Center Press, Kraków 2015, ss. 328 (redakcja tomu).
- Problemy filozofii matematyki i informatyki, Wydawnictwo Naukowe Uniwersytetu im. Adama Mickiewicza, Poznań 2018, ss. 222 (współredaktor: J. Woleński).
- Szkice z filozofii i historii matematyki i logiki, Wydawnictwo Naukowe Uniwersytetu im. Adama Mickiewicza, Poznań 2018, ss. 298.
- Philosophy of Mathematics, Walter de Gruyter, Berlin/Boston 2018, ss. 469  (współautor Th. Bedürftig).
- Z historii logiki i filozofii matematyki, Wydawnictwo Naukowe Uniwersytetu im. Adama Mickiewicza, Poznań 2019, ss. 286.
- Lógos and Máthema 2. Studies in the Philosophy of Logic and Mathematics, Peter Lang Internationaler Verlag der Wissenschaften, Berlin 2020, ss. 224.